# Bad beat
Bad beat (z ang., „złe uderzenie”) – posiadany przez pokerzystę układu kart, który wydawał się silnym, a który pomimo to ostatecznie przegrał. Wśród pokerzystów nie istnieje wspólna definicja tego, co składa się na bad beat, zatem gracze często różnie oceniają poszczególne układy kart spierając się, czy w konkretnej sytuacji mieli do czynienia z bad beatem.
Każdy układ, który wydawał się być faworytem może przegrać, ale bad beat obejmują głównie dwa scenariusze:
- Pokerzysta, który wygrywa przez bad beat jest nagrodzony znikomym matematycznie prawdopodobieństwem. Dla tego typu bad beatu charakterystycznym jest sprawdzenie zakładu w momencie, gdy nie posiada się najsilniejszej ręki i wygranie rozdania mimo to. W odmianie Texas Hold’em tego typu bad beatem jest złapanie z rzędu tzw. „runners”, czyli kart potrzebnych do skompletowania mocnego układu jako kart wspólnych zarówno na turnie, jak i riverze (patrz zasady gry) – np. skompletowanie strita lub koloru.
- Bardzo mocny układ przegrywa przeciwko jeszcze mocniejszemu. Ten typ bad beatu pojawia się w filmie Casino Royale, gdzie ful Le Chiffre’a przegrywa z pokerem Jamesa Bonda, lub w filmie Maverick, gdzie główny bohater pokonuje rywali mając królewskiego pokera, przeciwko pokerowi i karecie.